# 克拉斯諾戈爾斯克區

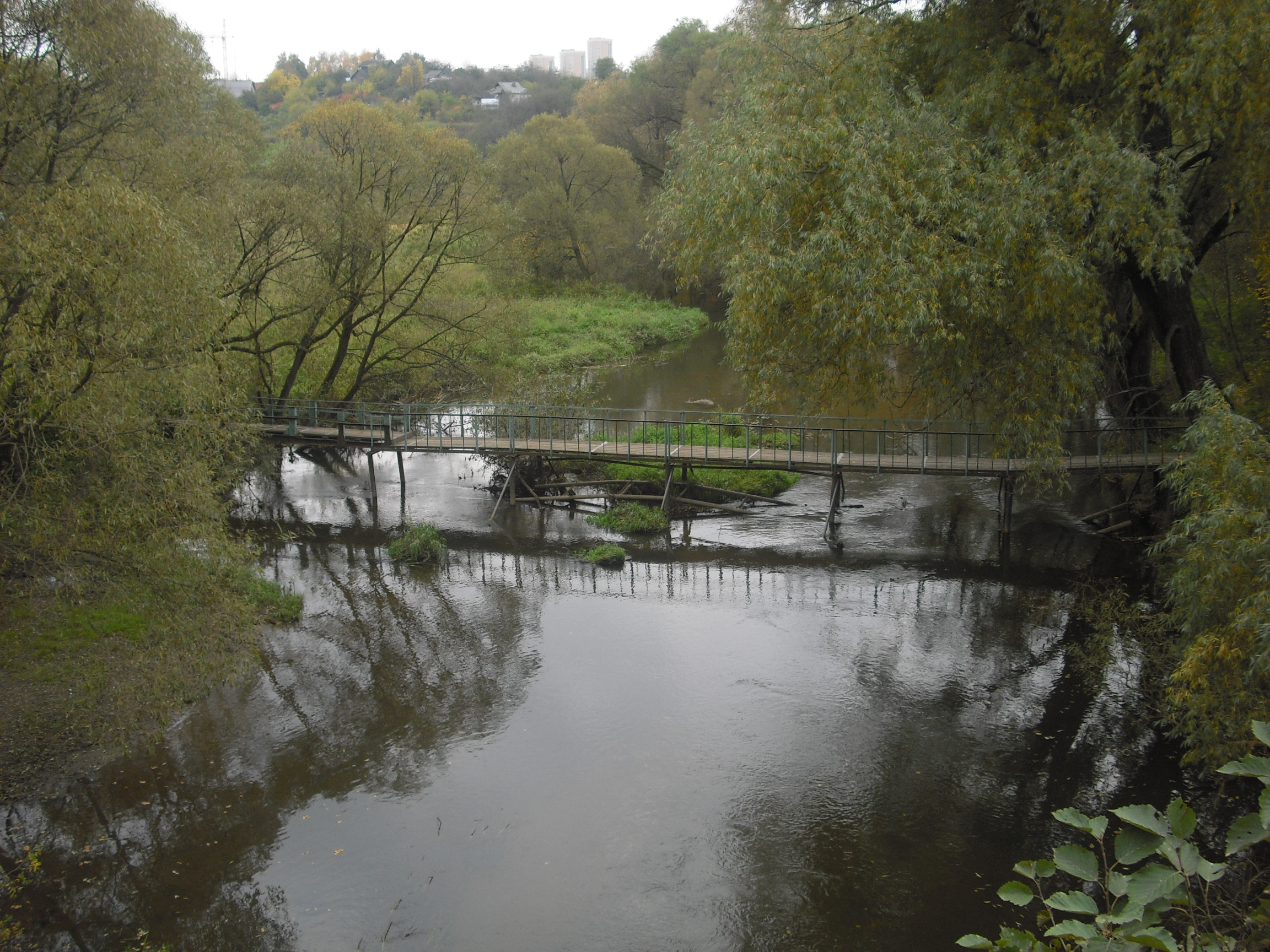

55°49′N 37°20′E / 55.817°N 37.333°E
克拉斯諾戈爾斯克區（俄语：Красногорский район），是俄羅斯的一個區，位於該國西部，由莫斯科州負責管轄，面積224.99平方公里，2010年人口179,872，人口密度每平方公里799.47人。